# Jiangxi Huaxiang Fuqi Automobile
Jiangxi Huaxiang Fuqi Automobile Co. Ltd., vorher Fuqi Auto Works bzw. Fuzhou Auto Works, war ein Hersteller von Automobilen aus der Volksrepublik China.

## Unternehmensgeschichte
Das Unternehmen Fuzhou Auto Works aus Fuzhou wurde 1969 gegründet. In den 1970er Jahren begann die Produktion von Nutzfahrzeugen. In den 1980er Jahren folgten Geländewagen. 1989 erschien ein Personenkraftwagen. Der Markenname lautet Fuqi. Einige Fahrzeuge wurden in die USA exportiert. Von 2003 bis 2004 kam es zu einer Zusammenarbeit mit Hebei Zhongxing Automobile Company. Danach erfolgte die Umfirmierung in Jiangxi Huaxiang Fuqi Automobile Co. Ltd. Laut einer anderen Quelle gehörte Fuqi zwischen 2001 und 2004 zu Hebei Zhongxing Automobile, bevor die Ningbo Huaxiang Group das Unternehmen übernahm.
Die letzte gespeicherte Version der Internetseite des Unternehmens mit sinnvollem Inhalt stammt von 2008. Danach verliert sich die Spur des Unternehmens.

## Fahrzeuge

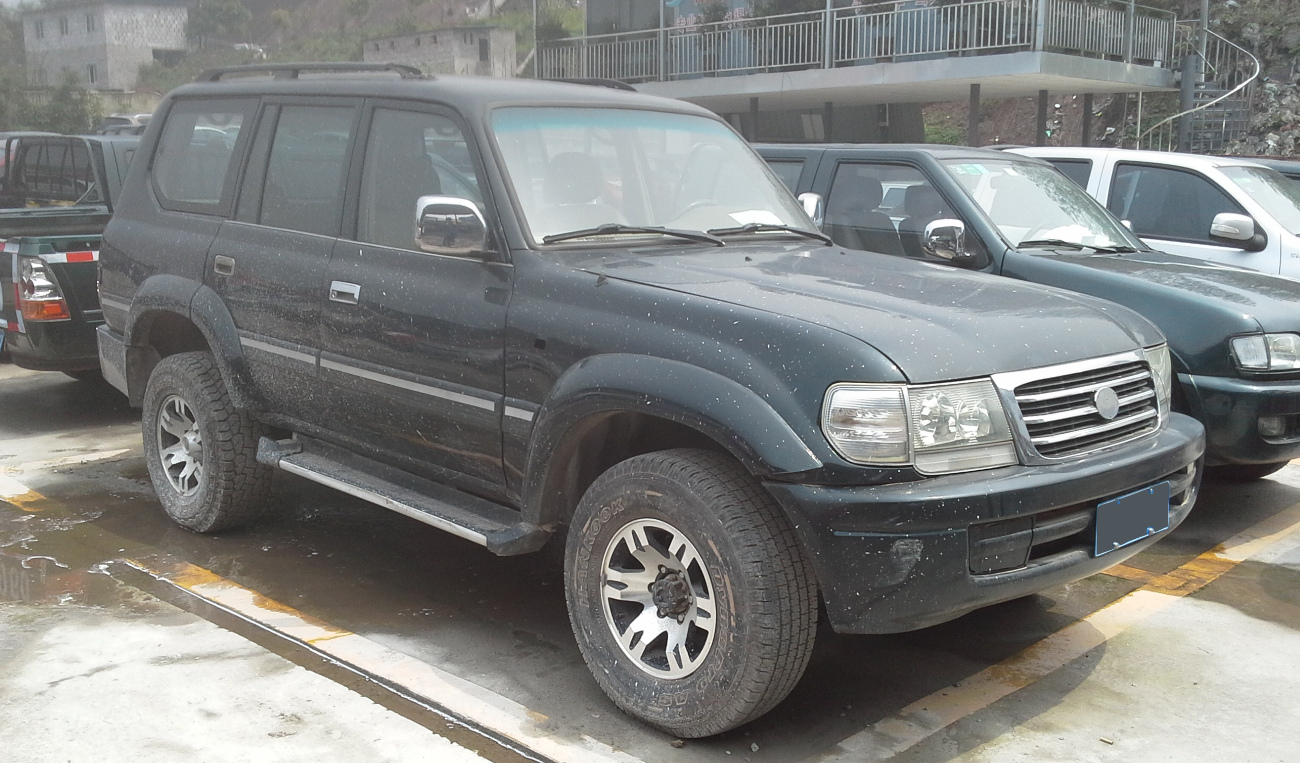
Huaxiang Fuqi Yuhu

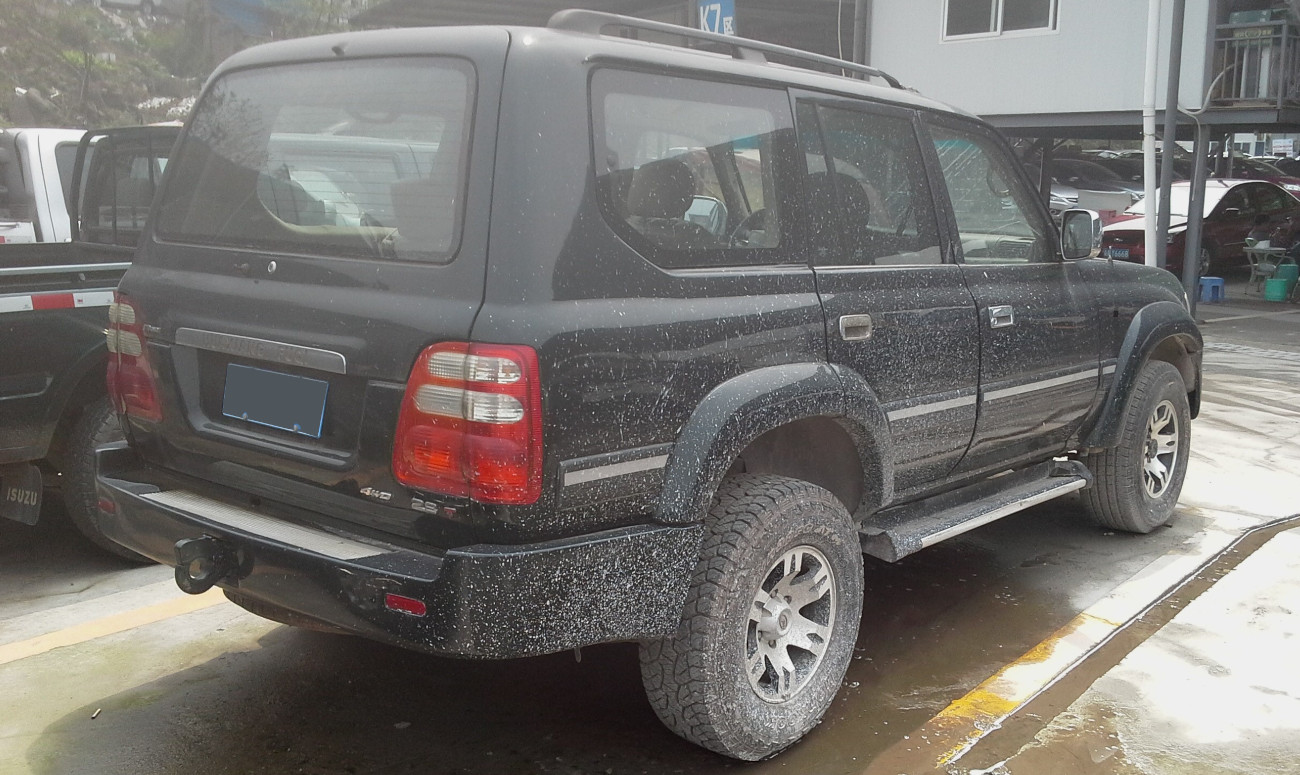
Huaxiang Fuqi Yuhu (Heckansicht)

Die Geländewagen der 1980er Jahre waren Abwandlungen des Beijing BJ212.
1989 erschien der FQ 6400. Dieser Pkw war sowohl als viertürige Limousine als auch mit Schrägheck und großer Heckklappe erhältlich. Die Karosserien bestanden aus Kunststoff und ähnelten dem Daihatsu Charade.
Der FQ 6480 wurde 1999 eingeführt und ähnelte dem Toyota Land Cruiser. Eine andere Quelle gibt Lizenzproduktion an. 2002 folgte der Nachfolger FQ 6500 sowie ein Modell, das dem Toyota Prado ähnelte.

## Pkw-Produktionszahlen
| Jahr | Produktionszahl | Quelle      |
| ---- | --------------- | ----------- |
| 2000 | 2663            | [ 6 ] [ 7 ] |
| 2001 | 811             | [ 6 ] [ 7 ] |
| 2002 | 845             | [ 6 ] [ 7 ] |
| 2003 | 1576            | [ 6 ] [ 7 ] |
| 2004 | 1594            | [ 7 ]       |
| 2005 | 1178            | [ 1 ]       |
| 2006 | 651             | [ 1 ]       |
| 2007 | 1006            | [ 1 ]       |

Zusätzlich sind 1328 Pick-ups für 2003 und 2846 für das Folgejahr überliefert.